# Стрим (сериал)
«Стрим» — российский комедийный телесериал режиссёра Рустама Ильясова по сценарию Ришата Мухтарова. Главную роль сыграл Денис Власенко. Производством проекта занималась компания Comedy Club Production. Съёмки проходили в МБОУ Гимназия № 5 города Дзержинский Московской области.
В 2021 году на фестивале «Пилот» телесериал получил призы в категориях «Лучший сценарий» и «Выбор зрителей».
Премьера состоялась 9 января 2023 года на телеканале «ТНТ» и в онлайн-кинотеатре Premier.
26 января 2023 года вышли три заключительных серии.

## Сюжет
Старшеклассник Жора вместе с родителями переехал в другой город, где никак не может наладить отношения с одноклассниками и учителями в новой школе. Устав терпеть несправедливость, Жора решает с ней бороться, надев на голову шлем с вмонтированной в него камерой и начинает транслировать в интернет всё, что видит дома и в школе.

## Персонажи

### В главных ролях
| Актёр               | Роль                                                                 |
| ------------------- | -------------------------------------------------------------------- |
| Денис Власенко      | Жора (Георгий) Левров                                                |
| Александра Дроздова | Юля Митова                                                           |
| Тимофей Елецкий     | Ярик Игонин друг Жоры                                                |
| Александра Урсуляк  | Елена Александровна мать Жоры                                        |
| Семён Штейнберг     | Николай Леонидович отец Жоры                                         |
| Антон Филипенко     | Василий Васильевич физрук                                            |
| Ольга Тумайкина     | Анастасия Степановна завуч                                           |
| Иван Агапов         | Анатолий Борисович Аляков директор                                   |
| Ольга Дибцева       | Алёна Витальевна географичка                                         |
| Алексей Маклаков    | тренер                                                               |
| Софья Райзман       | Фаина Николаевна (Фая) учительница литературы, классный руководитель |
| Виктория Корлякова  | Кристина Викторовна Поплавская мать Димы                             |
| Евгений Харитонов   | Константин Александрович Митов отец Юли                              |
| Дарья Алыпова       | Алиса                                                                |
| Антон Шаврин        | Вова Вазин приятель Димы                                             |
| Виталий Щербина     | Дима Поплавский                                                      |
| Елена Муравьёва     | Светлана Иннокентьевна медичка                                       |
| Иван Добронравов    | Михаил Викторович трудовик                                           |
| Владимир Гарцунов   | Маркел (Игорь Маркелов) старшеклассник                               |
| Артемий Мильграм    | Женёк Синицын приятель Димы                                          |
| Елизавета Запорожец | Оля Белина                                                           |

### В ролях
| Актёр                           | Роль                                                                                      |
| ------------------------------- | ----------------------------------------------------------------------------------------- |
| Марина Клещёва                  | охранница                                                                                 |
| Галина Безрук                   | Вера Сергеевна физичка                                                                    |
| Виталийс Семёновс               | Борис муж географички                                                                     |
| Влада Лукина                    | Света                                                                                     |
| Микаэлла Дель                   | Клавдия кассирша в столовой                                                               |
| Наталья Унгард                  | Марина продавщица на овощном рынке, коллега Елены                                         |
| Альнура Третьякова              | Гуля (Гульназ) продавщица на овощном рынке, коллега Елены                                 |
| Данил Тябин                     | Рыжий (Григорьев) приятель Маркела                                                        |
| Андрей Курносов                 | Тарас Евгеньевич начальник Елены, Марины и Гули                                           |
| Мария Звонарёва                 | Маргарита Владимировна сотрудник Департамента образования, начальница Анатолия Борисовича |
| Сергей Черданцев (3 серия)      | владелец автомобиля                                                                       |
| Фёдор Федосеев (3 серия)        | подросток в автобусе                                                                      |
| Александр Семчев (6 серия)      | Аркаша сосед Левровых, бывший театральный актёр                                           |
| Павел Ворожцов (6, 7, 11 серии) | Сергей Владимирович Поплавский отец Димы                                                  |
| Павел Лёвкин (13 серия)         | Александр представитель компании «Альянс Т»                                               |

## Реакция
Максим Ершов (Film.ru): «„Стрим“ в ироничной и забавной форме говорит о вполне реальных больных темах российского общества — безразличии родителей, общей бедности, школьном буллинге и лицемерии власти. Смешных эпизодов в сериале действительно много, а динамичное повествование не даст заскучать. Смущает только размытость общего посыла и повторяемость».
Евгений Ермакович («Кинорепортёр»): «Жора из „Стрима“ попадает в типичную коллизию супергероя: вместе с силой тотальной открытости приходит ответственность, к которой подросток оказывается не готов. В трансляцию постоянно попадают проблемы его семьи, а вскоре он сталкивается и с последствиями невольной популярности, когда фанаты реагируют на его призыв слишком рьяно и разбивают машину соседа-хама».